# Rytuał (powieść)
Rytuał (tyt. oryg. Image of the Beast) – amerykańska erotyczna powieść grozy Philipa José Farmera. Wydało ją Essex House w 1968. Książka została wydana w miękkiej oprawie i kosztowała $1,95. Rozpoczyna cykl o Heraldzie Childe. Polskie wydanie ukazało się nakładem wydawnictwa Klubówka w 1987.

## Fabuła
Herald Childe to prywatny detektyw. Dociera do niego tzw. snuff film, który przedstawia morderstwo jego partnerki przez coś, co wygląda jak wampir. Zaczyna dochodzenie, szukając tożsamości zabójców. W ten sposób dociera do świata pełnego pozornych potworów, które mają upodobania do brutalnych i nadprzyrodzonych zbliżeń seksualnych. Wśród potworów są m.in. wampiry, wilkołaki, kobiet-węże i różnorodni zmiennokształtni.